# 漢迪鎮區 (密歇根州)
漢迪鎮區（英語：Handy Township）是位於美國密歇根州利文斯頓縣的一個行政鎮區。

## 地方資料
漢迪鎮區的面積為89.37平方千米，當中陸地面積為88.95平方千米，而水域面積為0.42平方千米。根據2020年美國人口普查的數據，當地共有人口21259人，而人口密度為每平方千米237.88人。